# Georgi Kabakow
Georgi Kabakow (bułg. Георги Кабаков; ur. 22 lutego 1986 r. w Płowdiwie) – bułgarski sędzia piłkarski. Od 2013 roku sędzia międzynarodowy
Sędzią piłkarskim został w 2001 roku. W 2007 roku zyskał nominację do prowadzenia spotkań najwyższej ligi w Bułgarii. Do 2017 roku poprowadził w niej ponad 120 meczów. W 2013 roku był uczestnikiem CORE 13 (coroczny kurs dla najzdolniejszych młodych sędziów piłkarskich).
W 2013 roku został sędzią FIFA. Został powołany w roli sędziego technicznego na Mistrzostwa Europy U-17 2015 w Bułgarii. Kabakow był sędzią głównym podczas Mistrzostw Europy U-19 2015 w Grecji. Do 2017 roku ma na swoim koncie ponad 35 meczów międzynarodowych jako sędzia.
W 2017 roku poprowadził po raz pierwszy spotkanie seniorskich reprezentacji. Miało to miejsce 13 listopada w meczu pomiędzy Turcją, a Albanią.
W 2018 roku Kabakow zadebiutował w fazie grupowej Ligi Mistrzów UEFA. Prowadził mecz pomiędzy Valencia CF, a Manchesterem United na Estadio Mestalla, który zakończył się wygraną gospodarzy 2:1.
W 2019 roku Kabakow znalazł się w gronie arbitrów wyznaczonych do prowadzenia spotkań Mistrzostw Europy U-21. Na turnieju tym poprowadził półfinałowy mecz pomiędzy reprezentacjami Hiszpanii i Francji. Pod koniec roku został mianowany na kolejną dużą imprezę tym razem Mistrzostwa Świata U-17 w Piłce Nożnej 2019.